# La Tor de França
La Tor de França (històricament Triniac o la Torre de Triniac o encara la Tor de Fenolledès o la Torre de Fenolledès) (en occità Triniac o la Tor de França; en francès i oficialment Latour-de-France, en francès informal Triniach), és un poble i municipi de la comarca de la Fenolleda, al departament dels Pirineus Orientals. És en un territori ja de llengua occitana, si bé amb certes influències catalanes. Era la capital del cantó de la Tor de França, actualment suprimit.

## La vila
La Tor de França es troba a 100 m d'altitud, a la dreta de l'Aglí, a l'interior d'un pronunciat meandre, als vessants d'un coster que domina el pas del riu. Hi ha restes de l'antiga muralla fortificada i el castell o antiga torre de Triniac i centra l'agrupament l'església parroquial de Santa Maria, obra del segle xvii (el 1676 es trobava en construcció sota els auspicis del capítol de Sant Pau de Fenollet), amb campanar de torre quadrat. Prop seu hi ha restes d'una església anterior. Al NW de la vil·la, a l'esquerra de l'Aglí, hi ha vestigis d'explotació de ferro d'època romana (escòries i fragments d'àmfores).

## El terme
El terme municipal de La Tor de França, de 13,94 km² d'extensió, es troba a l'extrem de llevant de la Fenolleda, a la zona de llengua catalana (de transició vers l'occità) de la comarca, en contacte amb el Rosselló, a la vall de l'Aglí. La vila de La Tor de França és l'únic nucli de població agrupada al municipi, que limita amb els termes d'Estagell i Montner a llevant, Cassanyes a migdia, Planeses a ponent i Maurí al N. Una carretera local enllaça el poble amb la D-117 (de Perpinyà a Sant Pau de Fenollet), que corre al N del municipi, i també hi passa la D-17 d'Estagell a Bellestar i Montalbà.

## El territori
L'Aglí discorre pel terme de ponent a llevant, fent meandres, primer encaixat i després ja obert al pla d'Estagell, on les riuades fortes fan evolucionar els meandres; aquest pla és una petita depressió interior, ocupada per vinyes, la part més baixa del qual és regada pel rec del Pla d'En Carbassa. Al No se situa l'altiplà calcari (dit de la Torresa o del Cortal Girona), antiga zona pastoral o de vinya avui abandonada, erma o envaïda per la garriga, que forma la divisòria amb el riu de Maurí (l'Arboçar, 366 m; serrat del Cot, 424 m; coll del Llop). Al SW, a l'extrem del massís de l'Aglí, els vessants dels serrats de Coixós no sobrepassen de gaire els 200m. La superfície agrícola és de 645 ha (en 119 explotacions, enfront de 210 el 1954), amb predomini total de la vinya (630 ha, de les quals 575 de denominació d'origen controlada, especialment la dels Costers del Rosselló, Vilatge de la Tor de França, amb el dret d'esmentar el propi nom de la població que només comparteix amb Caramany, i 55 d'altres vins); els arres fruiters ocupen més de 2 ha (albercoquers) i les hortalisses i farratges 1 ha cada conreu. Hi ha una Cava Cooperativa important (40.000 hl), una Societat Cooperativa Agrícola força dinàmica (a finals de segle xx va recuperar la gestió col·lectiva del vinyer i del celler i la comercialització del vi de la gran propietat de Coixós, del veí terme de Cassanyes); també té importància l'explotació de pedreres de marbre per una societat que es creà per a l'extracció de mineral de ferro. Hi ha una petita fàbrica d'elaboració de paper reactiu per a laboratoris.

## Geografia

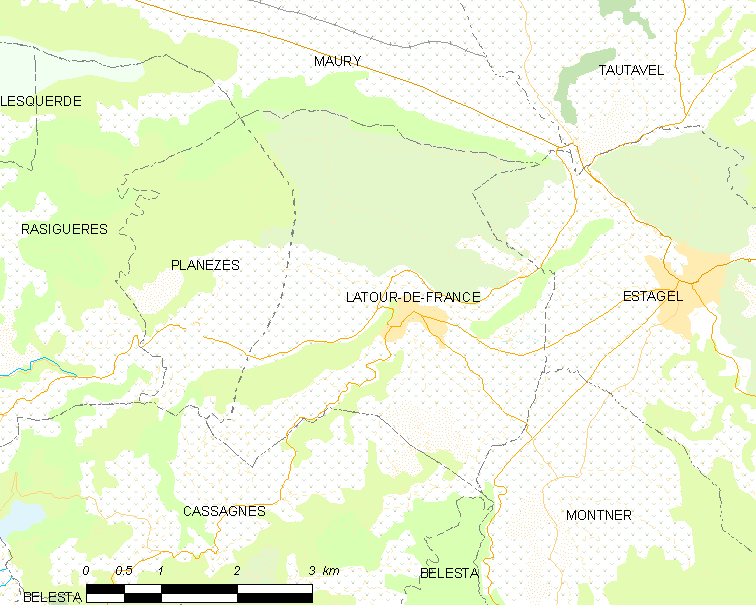
Mapa de la comuna de La Tor de França

## Toponímia
En català com en occità, el nom de la comuna és La Tor de França, ortografiat en francès per l'administració Latour-de-France. Les primeres mencions del vilatge apareixen sota formes llatines Turris Triniago el 1020 ('Torre de Trinhac'), Trinhac/Triniac essent Triniacum el nom d'un domini gal·loromà situat dins el municipi, format a partir del nom del propietari Trinius i del sufix -acum.
Prengué la forma Triniac i altres de semblants a l'època romana, Turris Triniago essent mencionat d'ençà del segle xi, del nom de la torre fortificada que es trobava en el terme. Un vilatge nou es desenvolupà a la riba de l'Aglí a l'entorn d'una fortalesa nova, que era anomenada simplement La Torre): La Torre de Fenolledès en un document de 1393 i Tor de Fenolledès el 1423.
El Tractat de Corbeil (1258) fixà la frontera del Regne de França i la Corona d'Aragó prop del vilatge. A partir d'aquell moment, els catalans començaren de dir La Tor de França, nom que passà al francès i que fou servat, fins i tot després del tractat dels Pirineus que annexava el Rosselló a França. La Tour de France es documenta per primer cop en francès el 1750.

## Història
El lloc es denominà primerament Triniac (Triniag o Triniach) i sembla que es trobava una mica més amunt en el curs de l'Aglí, al voltant d'una església dedicada a Santa Eulalia, les ruïnes de la qual es feien evidents fa encara un temps a la riba del riu. A poc a poc es degué constituir una nova aglomeració més avall, en un lloc més resguardat de les crescudes de l'Aglí protegit per una torre que acabà per suplantar l'antic nom. La torre de Triniac (Turris Triniago) fou especialment llegada el 1020 pel comte de Besalú Bernat Tallaferro al seu fill Guillem juntament amb les principals fortaleses de la Fenolleda. Vers el 1086 trobem encara el jurament de fidelitat fet per ipsa torre de Triniag pel cavaller Guillem Bernat al comte de Besalú Bernat III. Al segle xii es trobava infeudada al senyor de Perapertusa, igual com Querbús, Cucunhan i Rufià avui (Rofiac de las Corbièras). El 7 de gener de 1140, Berenguer II, fill de Guerala, successor del seu pare Bernat Berenguer de Perapertusa, jurava fidelitat al comte de Barcelona Ramon Berenguer IV per aquestes fortaleses i per ipsa turre de Triniacho.
Posteriorment al Tractat de Corbeil de 1258, que fixà la frontera franco-catalana i inclogué del costat del reialme de França els pobles de La Tor de França, Bellestar i Montalbà (però no pas Montner ni Tarerac), hom retroba Bernat Guillem de Bellcastell com a senyor de la Tor (1423), apel·lació que prevalgué fins al segle xviii (el de 'la Tor de França es fixa des de mitjan segle, el 1750. El capítol de Sant Pau de Fenollet percebia diversos drets sobre el territori de la Torre i presentava el rector de l'església parroquial de Santa Maria. El 1640 el lloc fou pres i saquejat per les tropes castellanes i el 1686 figura com a senyor del lloc Jacint de Montesquiu i a mitjan segle xviii els Montesquiu encara figuren com a senyors de la parròquia.

## Administració i política

### Alcaldes
| Alcalde           | Període     |
| ----------------- | ----------- |
|                   |             |
| Charles Coronnat  | 1854-1867   |
|                   |             |
| Michel Sol        | 2001 - 2008 |
| Jean-José Colomes | 2008 - 2014 |
| Michel Pigeon     | 2014-       |

## Demografia
En els fogatjaments més antics no s'especifica la població del lloc i fins a mitjan segle xviii no trobem una indicació, que dona 213 famílies i 856 habitants (amb 4 mercaders, 4 sastres i 3 sabaters, molins de farina i d'oli, etc.). A la segona meitat del segle les xifres baixaren (200 focs el 1762 i 173 focs el 1789), i el 1818 s'havia recuperat amb 889 h. El procés fou positiu al llarg del segle xix (1.127 h el 1836, 1.251 el 1851 i 1.351 el 1896), mentre que el segle XX fou de caràcter estacional -amb petits alts i baixos-- (vegeu gràfic) fins als 1.037 del 2015.

Població 1962-2008

## Personatges il·lustres
- Gabriel Deville (La Tor, 1749 - 1796), bisbe constitucional de Perpinyà 1791-1793
- Pierre Guillaume Paul Coronnat (La Tor, 1845 - París, 1909), general de tropes colonials a Indoxina i Àfrica
- Claude Colomer (1934), historiador establert a la Tor que donà les seves valuoses col·leccions documentals i artístiques a la comuna per a fer-ne un museu
- Louis-Paul-François Cambriel (1774-1850) filòsof.